# Stanko Popović
Stanko Popović (Čitluk, općina Hrvace, 26. rujna 1938. – Zagreb, 18. prosinca 2020.
), hrvatski akademik.

## Životopis
Akademik Popović, rodio se u selu Čitluk, a u Zadru je završio gimnaziju dok je na zagrebačkom PMF-u diplomirao eksperimentalnu fiziku. Na istom fakultetu doktorira 1986. godine s temom Studij mikrostrukturnih parametara polikristalnoga grafita. Na Institutu Ruđer Bošković radio je od 1961. do 1987. gdje je, između ostalog, bio voditelj Rengenskog labaratorija, član Znanstvenog vijeća i dr. Predavao je na Odjseku za fiziku PMF-a od 1987. do 2001. godine kada je umirovljen, a 2011. godine dodijenjena mu je titula profesora emeritusa. Kao znanstvenik, bio je zainteresiran za fiziku i kemiju čvrstih stanja kristalografijom i općom fizikom, a dao je i doprinos u razvoju rengentske difrakcije. Bio je urednik nekoliko znanstvenih zbornika i knjiga te je organizirao mnoge znanstvene skupove. Od 2004. godine bio je redoviti član Hrvatske akademije znanosti i umjetnosti.

## Vanjske poveznice
- Profil na stranici Hrvatske akademije znanosti i umjetnosti